# Alexandre-Romain Honnet
Pour les articles homonymes, voir Honnet.
Alexandre-Romain Honnet, nommé parfois Bonnet par erreur ou Honnet de Saint-Romain, né le 4 juillet 1770 à Paris et mort le 1er février 1819 à Clichy, est un élève de l'école des beaux-arts qui a reçu le prix de Rome en peinture. Son travail s'inscrit dans le néo-classicisme.

## Biographie
Né à Paris le 4 juillet 1770, au 59 de la rue Saint-André-des-Arts, il a vécu au 44 de la même rue. Ses parents étaient propriétaires à Villeneuve-sur-Yonne.
Il est le frère d'Alexandre Georges François Honnet, né en 1778 à Villeneuve-sur-Yonne et décédé le 2 mai 1851 à Clichy au 32, rue du Landy, notaire à Paris du 14 août 1794 au 9 novembre 1799, propriétaire de l'immeuble abritant l'étude notariale installée au 44 (auj. 47), rue Saint-André-des-Arts, à savoir, l'hôtel de Vermenoux. Ce notaire célibataire finalement installé à Clichy lègue tous ses biens, notamment le pavillon Vendôme de Clichy, à la grand-mère de Jean Cocteau, Clémence Charlotte Cocteau née Thiéry.
Il est élève au collège des Grassins, et il reçoit un accessit en version latine au concours de l'université, ainsi que l'indique le Journal de Paris en 1787.
Son travail est applaudi ainsi que Le retour de Marcus Sextus de Pierre-Narcisse Guérin lors d'une séance de l'institut national présidée par Antoine-Laurent de Jussieu, en 1799.
À la suite de son prix, il est pensionnaire de 1802 à 1806, à Rome, de la Villa Médicis, nouveau refuge de l'institut France qui vient de déménager, en même temps que, entre autres, Fulchran-Jean Harriet, Jean-Auguste-Dominique Ingres, Pierre-Narcisse Guérin.
Il expose plusieurs de ses œuvres en 1805 à l'institut de France, à Rome, et reçoit un accueil favorable: "Il me resterait beaucoup d'éloges à donner" écrit un certain D. G. dans une lettre envoyée de Rome, adressée aux rédacteurs du Journal de Paris et datée du 12 novembre 1805.
Son travail est exposé avec celui des autres pensionnaires au Palais des Arts à Paris en 1806, exposition trop longtemps différée d'après l'auteur de la notice, Joachim Lebreton, le secrétaire perpétuel de la classe des beaux arts.
Il reçoit une pension viagère à partir du 8 août 1816. Il meurt à Clichy au 69 rue du Landy le 1er février 1819

## Formation
Il fut l'élève de Jean-Baptiste Regnault.

## Œuvres connues, référencées ou perdues
- Il peint la Séparation de Télémaque et Mentor en Égypte en 1798, huile sur toile[15]. On trouve une description du tableau dans une compilation de livrets d'exposition du XIXe siècle : "Le fils d'Ulysse demande en vain à Métaphis, ministre prévaricateur de Sésostris, roi d'Égypte, de n'être point séparé de Mentor. Celui-ci reproche à son disciple sa faiblesse, et lui dit de se confier aux Dieux, qui ne l'abandonneront pas s'il se montre digne de leur protection."[16]. Le tableau a été exposé dans le Salon du Musée central des Arts, le 19 juillet 1798 (1er thermidor de l'an VI). Il a été vu par Caroline Wuiet qui en fait un compte-rendu critique dans sa revue Le Phénix:

« « Ma huitième promenade au musée des Arts ». Je passais dans la galerie d’Apollon, pour voir La Mort d’Eurydice, et, très distraite, comme c’est assez mon ordinaire, je fredonnais le duo de mon maître qui commence par Tu me l’paieras, j’en jure; tu me l’paieras, j’en jure, etc. Un éclat de rire trouble ma rêverie, je me retourne, je suis les yeux du rieur, et je les trouve fixés sur le Télémaque se séparant du Mentor en Égypte. Ô comme ma chanson allait bien à ce tableau ! Le joli fils d’Ulysse tout flanqué de membres de rapports menace Métophis qui prend assez bien la plaisanterie; Mentor, tant soit peu dessiné d’après Saint-Pierre, prêche la paix, et un soldat de cuivre s’impatientant des oraisons porte avec audace une petite main de poupée sur le Télémaque qu’il finit par entraîner. Après avoir assez regardé les mesquines idoles et les grandes momies, [...]. »

- Il est le vainqueur du prix de Rome en 1799 dont le sujet était: Manlius Torquatus, couronnant son fils victorieux, et l'envoyant à la mort, pour avoir manqué à la discipline.[18],[19]. En 1843, le peintre François Vincent Latil demande par courrier à l'EBA l'autorisation de copier ce tableau[20].

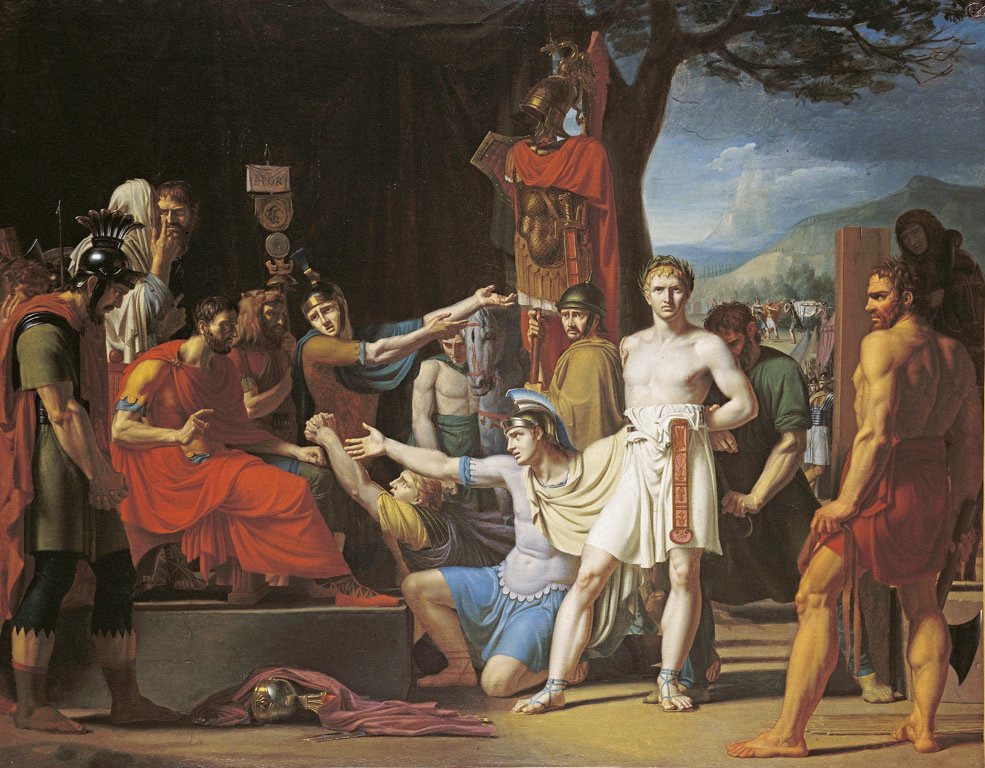
Alexandre-Romain Honnet, Manlius Torquatus condamne son fils à mort, 1799, Paris, école nationale supérieure des beaux-arts

Le texte de Tite-Live correspondant à l'épisode est le suivant:

« les rivaux s'élancent, poussent leurs chevaux et s'attaquent à coups de piques : celle de Manlius glissa au-dessus du casque de l'ennemi, celle de Maecius effleura le cou du cheval. Ils font tourner leurs chevaux, et reviennent à la charge : plus prompt pour ce nouveau coup, Manlius se dresse et plante sa javeline entre les oreilles du cheval ; le cheval se sent blessé, se cabre en secouant violemment la tête, et renverse son cavalier, qui, s'appuyant sur sa pique et sur son bouclier, essayait de se relever de cette lourde chute, quand Manlius lui plonge son fer dans la gorge, lui traverse les côtes et le cloue à terre. Il recueille ses dépouilles, revient près des siens, rentre au camp au milieu de l'ovation joyeuse de sa troupe, et va droit à la tente de son père, ignorant le sort fatal qui l'attend, et s'il a mérité la louange ou le supplice:
"Afin, dit-il, ô mon père, de bien convaincre ici tout le monde que je suis sorti de ton sang, j'apporte ces dépouilles d'un cavalier ennemi qui m'a défié et que j'ai tué."
Le consul eut à peine entendu son fils, qu'il détourna de lui ses regards, fit sonner la trompette et convoquer l'armée. Dès que l'assemblée fut assez nombreuse:
"Puisque toi, T. Manlius, lui dit-il, sans respect pour l'autorité consulaire et pour la majesté paternelle, tu as, contre notre défense et hors des rangs, combattu l'ennemi ; puisque tu as, autant que tu l'as pu, brisé les liens de la discipline militaire, qui, jusqu'à ce jour, a fait la force de Rome ; et que tu m'as réduit à la nécessité de mettre en oubli, ou la république, ou moi et les miens : il vaut mieux que nous portions la peine de notre crime, que de faire payer si cher nos fautes à la république. [...] Va, licteur, attache-le au poteau."
Un si atroce commandement consterna l'armée : chacun pensa voir la hache levée sur sa tête, et, plus par crainte que par ménagement, on se tut. Puis, revenue enfin de sa stupeur, cette foule, d'abord morne et silencieuse, eut à peine vu tomber la tète et le sang rejaillir, qu'elle laissa librement éclater ses plaintes et ses cris, et n'épargna ni ses regrets ni ses imprécations. Ils couvrirent des dépouilles le corps du jeune homme, et pour célébrer ses funérailles avec tout l'appareil d'une solennité militaire, ils élevèrent un bûcher hors du camp, et l'y brûlèrent ; et la "sentence de Manlius", après avoir effrayé son siècle, laissa encore un triste souvenir à la postérité. »

Le deuxième prix fut attribué à François-Henri Mulard, élève de Jacques-Louis David pour Manlius Torquatus condamne son fils à mort, exposé à Alger, au musée des beaux-arts. Les autres concurrents pour le prix étaient Claude Gautherot, Denis-Sébastien Leroy, Nicolas de Courteille, Henri Buguet, Jules Antoine Vauthier.
- Pyrame et Thisbé, reconnus par leurs parents, en 1800[22].

- Portrait de Dubut, architecte, en 1802[22]. Il s'agit de Louis-Ambroise Dubut, pensionnaire comme lui à Rome.

- Entelle sur le point d'assommer le taureau après son combat avec Darès, d'après les héros de l'Enéide de Virgile. Les figures en sont "au dessus de nature"[11]. Tableau exposé à Rome en 1805.

- Un autre tableau d'Alexandre-Romain Honnet, représentant une femme nue au bain, assise sur les marches du bassin, se trouve dans la collection privée de Giovanni Agnelli et est exposé dans son appartement New-yorkais[23]. Il s'agit sans doute du tableau mentionné par Joachim Lebreton: "un tableau représentant la reine [sic] de Candaule au bain"[12], dont le journal de Paris indique qu'il est "de grandeur naturelle"[11]. Ce tableau a été exposé à Rome en 1805.

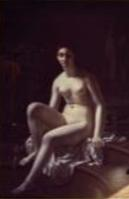
Femme au bain (titre forgé), Alexandre-Romain Honnet, sans date

- Athlète vainqueur, "de proportion plus grande que nature" d'après Joachim Lebreton[12].

- Une copie de la Vierge au Chardonneret, d'après Raphaël. Joachim Lebreton écrit:"Ce dernier tableau est l'ouvrage d'émulation exigé des pensionnaires pendant leur quatrième année de séjour à Rome; il appartient au Gouvernement ainsi que le tableau original que les mêmes pensionnaires doivent exécuter pendant leur cinquième année. Des circonstances ayant empêché MM Honnet et Guérin d'acquitter cette obligation qu'eux-mêmes regardent comme sacrée, ils ont obtenu un délai que le talent de l'un et de l'autre compensera avantageusement. Ces deux tableaux doivent être regardés comme faisant partie des travaux d'émulation de l'année"[12]. Ce tableau a été exposé à Rome en 1805.

## Prix
1799 : Prix de Rome